# Przesłanki powstania szczególnej teorii względności
Przesłanki powstania szczególnej teorii względności stały się podstawą do sformułowania tej teorii w roku 1905 przez Alberta Einsteina w jego pracy „O elektrodynamice ciał w ruchu”. Zjawisko ruchu ciał fascynowało już starożytnych greckich filozofów. Arystoteles uznał, że istnieje wyróżniony układ odniesienia, w którym środek Wszechświata oraz Ziemi są nieruchome. Odrzucał więc względność jako zasadę. Pogląd ten podważył Galileusz, który badając ruch ciał doszedł do wniosku, że prędkość i pozycja ciała jest względna. Później idea ta została zapisana matematycznie w postaci transformacji Galileusza, która stała się fundamentem fizyki Newtona. 
Jednak na początku XX wieku nowe badania ujawniły niedoskonałość takiego podejścia. Równania Maxwella, opisujące fale elektromagnetyczne, nie podlegały transformacji Galileusza. Pomiary prędkości światła ujawniły, że nie zachowuje się ona zgodnie z tym, co przewidywała fizyka klasyczna. Aby opisać zachowanie światła, powstała koncepcja eteru, który matematycznie opisano transformacją Lorentza. Pomysły te wydawały się fizykom zbyt egzotyczne, aby uznać je za ogólne prawa fizyki. Jednak dla Einsteina stały się one przesłankami do stworzenia nowej teorii fizycznej. 
Formułując szczególną teorię względności, Einstein uznał, że zarówno położenie, prędkość jak i czas zależą od przyjętego inercjalnego układu odniesienia. Aby zilustrować swoje pomysły, Einstein posłużył się szeregiem eksperymentów myślowych, które pozwalają lepiej zrozumieć, co dzieje się, kiedy zbliżamy się do prędkości światła. Przykładem jest tutaj paradoks bliźniąt.

## Transformacja Galileusza
Od napisania przez Arystotelesa w latach 355-322 p.n.e. dzieł dotyczących fizyki obowiązywał pogląd uznający istnienie absolutnego (wyróżnionego) układu odniesienia, do którego odnoszą się wszystkie obserwacje ruchów ciał. 

Obserwator A jest nieruchomy, obserwator B porusza się razem z windą ze stałą prędkością, v_{l} - prędkość windy, v – prędkość jabłka

Przykład z ilustracji pokazuje prosty przypadek względności. Obserwator A jest nieruchomy, a obserwator B jedzie windą. Dla obserwatora B układem odniesienia jest pędząca w dół kabina. Obserwator A postrzega ruch jabłka z prędkością odpowiadającą prędkości windy. Obserwator B odnosi wrażenie, że owoc jest nieruchomy. Który z nich ma rację?
W sytuacji pokazanej na rysunku obok, zgodnie z podejściem Arystotelesa, tylko obserwator nieruchomy ma rację. W roku 1604 Galileusz uznał, że obaj obserwatorzy mówią prawdę, formułując prawo względności:
Wszystkie układy odniesienia poruszające się względem siebie ze stałą prędkością są równoważne.
Rozumowanie Galileusza wespół z koncepcją absolutnego czasu, płynącego tak samo dla wszystkich obserwatorów, prowadzi do transformacji, która pozwala przeliczyć te same obserwacje dla różnych układów odniesienia. Transformacja Galileusza prowadzi do wniosku, że prędkości postrzegane przez różnych obserwatorów nie muszą być takie same, ale niezmienne pozostają odległości między punktami i odstępy czasu pomiędzy wydarzeniami.

## Wkład Newtona
W roku 1687 Newton zauważył, że ruch ciał na ziemi jest zawsze hamowany przez powietrze lub inne ośrodki, co w prawach fizyki uwzględniane jest jako opór. W próżni takie zjawisko nie występuje. Raz rozpędzone ciało zachowuje swój pęd. Koncepcja ta umożliwiła nowe spojrzenie na prawa ruchu ciał, które Newton sformułował jako trzy zasady dynamiki Newtona. Transformacja Galileusza jest z nimi zgodna.

## Elektromagnetyzm wprowadza zamieszanie
W pierwszej połowie XIX wieku dzięki pracom Faradaya oraz Ampera udowodniono, że elektryczność i magnetyzm są różnymi aspektami tego samego zjawiska. Nazwano je oddziaływaniem elektromagnetycznym. Wielkim przełomem było ogłoszenie w roku 1867 przez Maxwella zestawu równań opisujących to zjawisko. Zależności opisywały własności mechaniczne fal rozchodzących się w eterze. Jednym z wniosków wypływających z tych równań było istnienie hipotetycznego promieniowania mającego postać propagujących się zaburzeń pola elektrycznego i magnetycznego. Prędkość rozchodzenia się tych oscylacji miała być równa prędkości światła.

## „Dziwna” własność światła
Do końca XIX wieku wszystkie obserwacje potwierdzały, że prawa dynamiki Newtona są spełnione dla wszystkich znanych ówczesnej nauce obiektów. Jedynym wyjątkiem okazało się światło. Newton utrzymywał, że światło jest strumieniem bardzo szybko poruszających się maleńkich ciał (cząstek). W roku 1801 Young udowodnił jednak, że światło jest falą. Wyprowadzono z równań Maxwella równanie falowe, opisujące ruch fali świetlnej, a wówczas okazało się, że w równaniu tym występuje pewien parametr o wymiarze prędkości, którego naturalną interpretacją jest prędkość fali świetlnej. Powstały w ten sposób dwa problemy: w jakim ośrodku porusza się fala − inaczej, jakiego ośrodka jest zaburzeniem, oraz względem jakiego układu odniesienia jest ta prędkość liczona. Odpowiedzi na te pytania szukano w następujący sposób: na zasadzie analogii do właściwości dźwięku fizycy doszli do wniosku, że światło musi poruszać się w jakimś ośrodku, który nazwano eterem, oraz w naturalny sposób uważano, że prędkość występująca w równaniu falowym − prędkość światła − mierzona jest w układzie, w którym eter spoczywa. Eter miał wypełniać całą przestrzeń kosmiczną. Prędkość światła została zmierzona pierwszy raz przez Rømera i Huygensa i jej wartość była bardzo duża. Wynikało z tego, że ośrodek rozchodzenia się światła musiałby być bardzo sztywny i twardy. Ziemia wokół Słońca też poruszała się w eterze, więc zakładając, że ma on jakąś niezerową lepkość, powinna zostać wyhamowana. Oczywiste było, że tak się nie dzieje. Co więcej, eter powinien być nieruchomy, co wyróżniałoby go jako absolutny układ odniesienia.

## Wiatr eteru
Newtonowski fizyk musiał zakładać, że fale mechaniczne (inne dla niego nie istniały) mogą się rozchodzić tylko w ośrodku materialnym. Musi więc istnieć ośrodek materialny, w którym rozchodziły się będą fale elektromagnetyczne i świetlne. Ośrodek ten nazwano eterem i przyjęto, że cały Wszechświat zanurzony jest w tej nieważkiej substancji. Zakładano, że jest on stałym układem odniesienia i ma na tyle małą lepkość i gęstość, że nie oddziałuje w zauważalny sposób na ruch ciał takich jak Ziemia. Jednak duże, wirujące masy powinny powodować zawirowania eteru, przejawiające się zmianami jego gęstości optycznej. Do 1905 roku większość teorii przewidywała, że prędkość światła i fal radiowych powinna być wartością zmienną.
Konsekwencje istnienia eteru są następujące. Jeśli istnieje spoczywające morze eteru, to Ziemia w jej ruchu dookoła Słońca porusza się względem eteru. Ziemia porusza się dookoła Słońca z prędkością ok. 30 km/s, w związku z tym prędkość światła na Ziemi powinna być w kierunku ruchu Ziemi − poruszającej się przez eter − nieco mniejsza niż w kierunku przeciwnym − gdy Ziemia porusza się wraz z eterem. 

Doświadczenie Michelsona-Morleya, pomiar prędkości światła w różnych kierunkach

Fizycy próbowali rozstrzygnąć, która z koncepcji „eteru” czy „względności” jest słuszna. Najsłynniejszą próbą było doświadczenie Michelsona-Morleya.
Przeprowadzone w 1887 przez Michelsona i Morleya doświadczenie (zwane obecnie doświadczeniem Michelsona-Morleya) miało na celu wykrycie owej różnicy. Badacze mierzyli prędkość światła w różnych kierunkach. Robili to o różnych porach dnia oraz w ciągu całego roku. Zgodnie z koncepcją eteru, miał on być nieruchomym układem odniesienia dla fal elektromagnetycznych. Jeżeli obserwator poruszał się, to powinien dostrzec różne prędkości światła. Mimo ogromnych starań Michelsona i Morleya podczas przeprowadzonych w 1887 roku eksperymentów nie udało się zaobserwować zakładanych zmian prędkości światła. Eksperyment MM stał się najgłośniejszym nieudanym pomiarem w historii fizyki. Zwolennicy istnienia eteru wysnuli hipotezę mówiącą, że ruch Ziemi powoduje porywanie eteru i dlatego Ziemia jest nieruchoma względem niego.
Wynik osiągnięty przez Michelsona i Morleya został zakwestionowany doświadczeniem Millera, powtarzającego eksperyment Michelsona-Morleya znacznie precyzyjniejszymi metodami. Otrzymał on niezerowy wynik – zaobserwował efekt odpowiadający prędkości ok. 10 km/s względem gwiazdozbioru Smoka, który interpretował jako prawdopodobnie wywołany prędkością przez eter o wielkości ok. 200 km/s. Einstein znał wyniki tego eksperymentu i stwierdził, że jeśli wyniki Millera są poprawne, należy odrzucić obydwie teorie względności. Nie porzucił jednak swoich teorii, ponieważ powątpiewał w wyniki Millera – warto zauważyć, że przeprowadzone o wiele dokładniej, niż zrobili to jego poprzednicy – ponieważ wiele podobnych eksperymentów popierało jego teorię. Niewiele lat przed śmiercią Einsteina wykazano (Shankland), że eksperyment Millera nie stanowi zagrożenia dla dwóch teorii względności, ponieważ efekt obserwowany przez Millera był wynikiem wadliwego opracowania danych.
W 1888 roku Hertz potwierdził doświadczalnie prawdziwość istnienia hipotetycznie przyjmowanego dotąd promieniowania elektromagnetycznego, a w roku 1893 Tesla zaprezentował publicznie eksperyment potwierdzający istnienie fal radiowych. W przeprowadzonym w latach 1901–1903 eksperymencie Troutona-Nobla nie udało się wykryć efektów wynikających z istnienia eteru również dla fal radiowych.
Wbrew wszystkim ówczesnym teoriom okazało się, że prędkość światła i innych rodzajów promieniowania elektromagnetycznego jest w próżni stała. Choć wyniki tych eksperymentów były w owych czasach kontrowersyjne, to w końcu zostały uznane. Pojawiło się pytanie: dlaczego światło nie podlega transformacji Galileusza, czy istnieje inna lepsza transformacja?

## Transformacja Lorentza

Różne wartości siły Lorentza w różnych układach odniesienia, v – prędkość elektronu, F_{l} - siła Lorentza działająca na ładunek poruszający się w polu magnetycznym, B – wektor indukcji prostopadły do v i F_{l}

W roku 1904 Lorentz zauważył, że nie tylko światło wyłamuje się z transformacji Galileusza. Aby lepiej zrozumieć problem, można posłużyć się przykładem. Obserwator A obserwuje elektron znajdujący się w windzie. Winda porusza się w polu magnetycznym opisanym wektorem indukcji B. Na elektron działa siła Lorentza. W drugim przypadku obserwator C jedzie w windzie razem z elektronem. Według niego prędkość elektronu jest równa zero. W takiej sytuacji mimo istnienia pola magnetycznego na elektron nie działa żadna siła. Czy obserwator A mówi prawdę, a może to C ma rację?
Aby poradzić sobie z tym problemem, Lorentz przyjął, że eter oddziałuje z materią. Miał powodować skracanie długości obserwatora C wzdłuż kierunku ruchu (kontrakcja długości). Dodatkowo zegarki obserwatora A i C miały chodzić z inną prędkością. Zjawisko spowolnienia zegara obserwatora C nazwano dylatacją czasu. Matematycznym opisem tych zjawisk stała się transformata Lorentza. Jednak badacz ten w dalszym ciągu uważał, że eter istnieje, a kontrakcja przestrzeni i dylatacja czasu uniemożliwiają wykrycie eteru.
Henri Poincare wykazał, że istnieje przekształcenie przestrzeni i czasu, w którym prawa Maxwella są niezmienne w każdym poruszającym się ze stałą prędkością układzie współrzędnych. Transformacja Lorentza była ich szczególnym przypadkiem. W nauce dominowało jednak przekonanie, że transformacja Galileusza jest właściwa, a dotychczasowe niezgodności są wynikiem błędów w teorii elektromagnetyzmu.
Największym problemem fizyków początku XX wieku była niezgodność praw dynamiki i elektromagnetyzmu. Wszyscy badacze chcieli wyjaśnić różnice w postrzeganiu tych zjawisk w różnych układach odniesienia. Rozwiązanie znalazł w roku 1905 Albert Einstein ogłaszając swoją pracę „Elektrodynamika ciał poruszających się”.